# Джаксън (окръг, Илинойс)
Вижте пояснителната страница за други населени места с името Джаксън.
Окръг Джаксън (на английски: Jackson County) е окръг в щата Илинойс, Съединени американски щати. Площта му е 1562 km², а населението - 58 841 души. Административен център е град Мърфисборо.